# Magnolia dodecapetala
Magnolia dodecapetala là một loài thực vật có hoa trong họ Magnoliaceae. Loài này được (Lam.) Govaerts mô tả khoa học đầu tiên năm 1996.